# Liopropoma lunulatum
Liopropoma lunulatum là một loài cá biển thuộc chi Liopropoma trong họ Cá mú. Loài này được mô tả lần đầu tiên vào năm 1863.

## Phân bố và môi trường sống
L. lunulatum có phạm vi phân bố rải rác ở Ấn Độ Dương - Thái Bình Dương. Loài cá này được tìm thấy ở vịnh Aqaba; quần đảo Mascarene; ngoài khơi tỉnh Okinawa (Nhật Bản); ngoài khơi đảo Đài Loan; ngoài khơi đảo Guam; và quần đảo Society. L. lunulatum sống ở vùng nước khá sâu, độ sâu khoảng từ 100 đến 350 m.

## Mô tả
Chiều dài cơ thể tối đa được ghi nhận ở L. lunulatum là 18,7 cm.